# Ivan Mauger
Ivan Gerald Mauger (født 4. oktober 1939 i Christchurch, død 16. april 2018 i Gold Coast i Australien) var en speedwaykører fra New Zealand.
Han vandt det individuelle VM i speedway 6 gange. Ved VM-finalen 1979, der blev den sidste VM-finale, som han vandt, var han næsten 40 år gammel. I 1970 fik han en guldbelagt motorcykel af to amerikanere, fordi han vandt sin tredje VM-titel i træk.

## Eksterne links
- Wikimedia Commons har flere filer relateret til Ivan Mauger
- Officiel hjemmeside Arkiveret 6. november 2012 hos  Wayback Machine